# 北条かや
北条 かや（ほうじょう かや1986年 - ）は、日本のライター。石川県金沢市出身。同志社大学社会学部、京都大学大学院文学研究科修士課程修了後、民間企業勤務を経て、『キャバ嬢の社会学』（2014年・星海社新書）を刊行。「BLOGOS」などの複数のメディアに社会・経済系の記事を寄稿している。

## 来歴
同志社大学在学中の19歳当時、大澤真幸著『身体の比較社会学』に衝撃を受けたことをきっかけに社会学に没頭、のち雑誌『小悪魔ageha』に触発を受ける形でキャバクラの研究に着手するようになり、2009年から2010年にかけて自らキャバクラ嬢を経験。ちょうど京都大学大学院への進学を控えていた時期のことで、修士論文の題材にするという目的からのものであった。この体験を基にキャバクラを社会学的見地から分析したという著書『キャバ嬢の社会学』を上梓。2015年には2作目の自著『整形した女は幸せになっているのか』を上梓している。

## 各種メディア
かねてより「コスプレで女やってますけど」と題したブログを配信しており、2014年時点で月間10万PVを計上。『新世代が解く！ニッポンのジレンマ』(NHK)や『モーニングCROSS』(TOKYO MX)などのテレビ出演がある。

## 著書
- 『キャバ嬢の社会学』（2014年2月26日・星海社新書）ISBN 978-4061385467
- 『整形した女は幸せになっているのか』（2015年5月26日・星海社新書）ISBN 978-4061385696
- 『本当は結婚したくないのだ症候群』（2016年1月28日・青春出版社）ISBN 978-4413039888
  - 『王子様はどこへ消えた？――恋愛迷宮と婚活ブームの末路』（2019年5月10日・青春出版社青春文庫）ISBN 978-4413097239
- 『こじらせ女子の日常』（2016年2月13日・宝島社） ISBN 978-4800251848
- 『インターネットで死ぬということ』（2017年4月16日・イースト・プレス ) ISBN 978-4781615332（自伝的エッセイ）